# Мусони
Мусони — небольшой городок в провинции Онтарио, Канада. Входит в состав округа Кокран. Население — 2006 чел. (по переписи 2006 года).
Город имеет прозвище «Ворота в Арктику» (англ. the Gateway to the Arctic).

## География
Город Мусони расположен на берегу реки Мус, в 19 км к югу от побережья залива Джеймс. Порт Мусони является единственным в Онтарио портом, омываемым солёными морскими водами.

## Климат
| Показатель                                                 | Янв. | Фев. | Март | Апр. | Май | Июнь | Июль | Авг. | Сен. | Окт. | Нояб. | Дек. | Год |
| ---------------------------------------------------------- | ---- | ---- | ---- | ---- | --- | ---- | ---- | ---- | ---- | ---- | ----- | ---- | --- |
| Абсолютный максимум, °C                                    | 7    | 10   | 15   | 26   | 33  | 34   | 35   | 35   | 31   | 26   | 18    | 10   | 35  |
| Средний суточный максимум, °C                              | −15  | −12  | −5   | 2    | 10  | 17   | 18   | 20   | 15   | 7    | −2    | −10  | 4   |
| Средний суточный минимум, °C                               | −26  | −25  | −18  | −8   | 0   | 5    | 8    | 8    | 5    | 0    | −10   | −20  | −6  |
| Абсолютный минимум, °C                                     | −46  | −45  | −41  | −31  | −17 | −6   | −1   | −1   | −6   | −16  | −34   | −42  | −46 |
| Норма осадков, мм                                          | 49   | 48   | 41   | 41   | 69  | 90   | 74   | 89   | 81   | 71   | 64    | 58   | 782 |
| Источник: http://adventure.hut.ru/land/canada/moosonee.htm |      |      |      |      |     |      |      |      |      |      |       |      |     |

## История
Мусони был основан в 1903 году парижской компанией «Братья Ревийон» в качестве торговой базы в целях конкурентной борьбы с её главным соперником в этом регионе — Компанией Гудзонова залива. Хотя первые поселенцы появились на этой земле тремя годами раньше.
В 1872 году здесь появился приход англиканской церкви.
В 1932 году в Мусони была проведена железная дорога. В период с 1961 по 1975 гг. на территории городка находилась военная авиабаза.
В 1968 году Мусони получил статус межселенной территории (англ. unorganized territory). В ноябре 2000 года статус Мусони был повышен до небольшого города (англ. town). Постановление вступило в силу с 1 января 2001 года; тогда же у нового города появились первые мэр и городской совет.

## Местная власть
Мэром города является Виктор Митчелл. Также он возглавляет городской совет, в который, помимо него, входят ещё четыре человека: Роберт Грэвел, Сандра Линклэйтер, Артур Маккоум и Полин Сэккэни.
Интересы местных жителей в законодательном собрании провинции Онтарио представляет Жиль Биссон; в канадском парламенте — Чарли Агнус (избран по избирательному округу Тимминз — Джеймс-Бей).

## Население

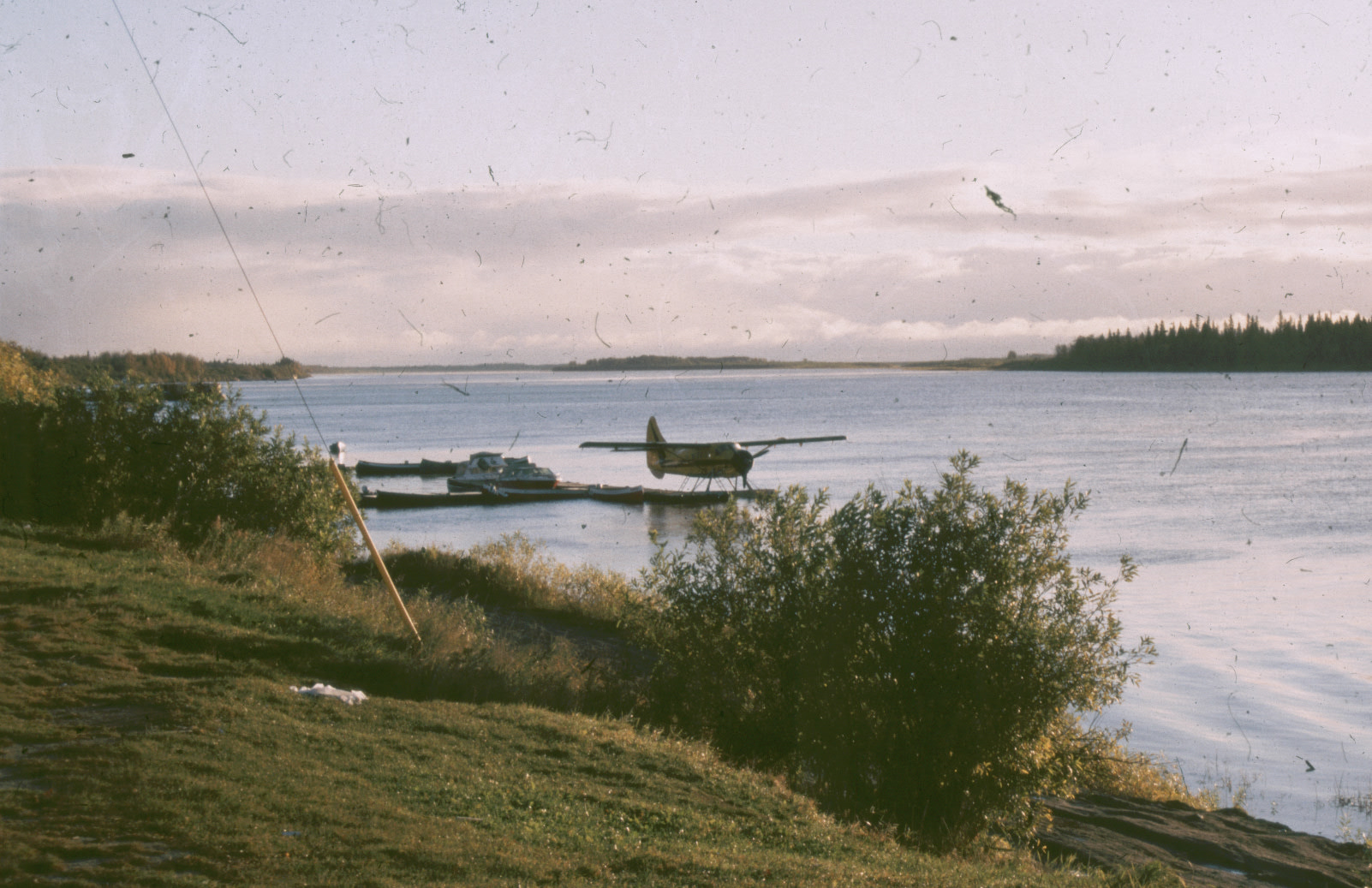
Водный аэродром.

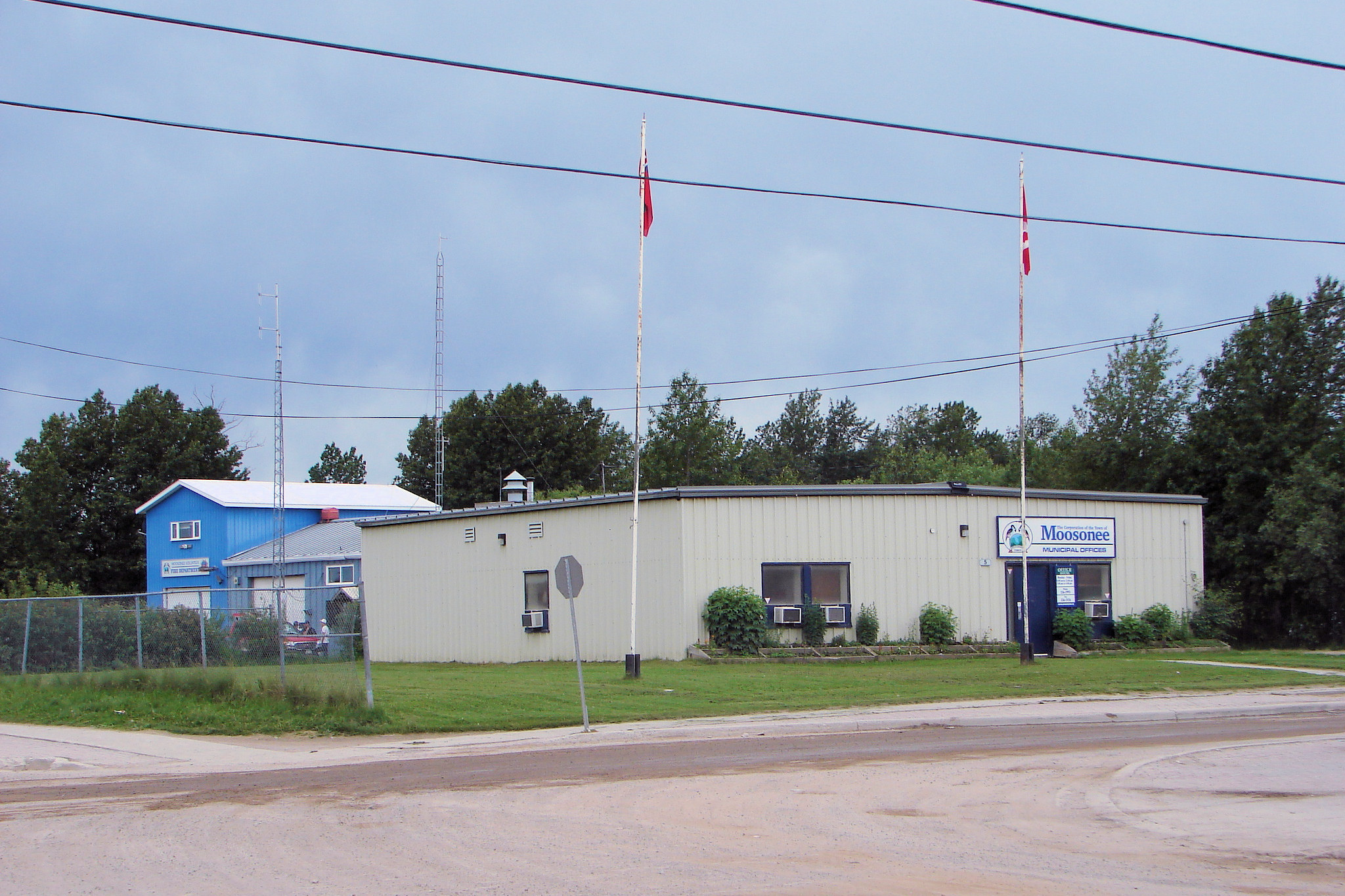
Офис местного муниципалитета.

По переписи 2006 года, население Мусони составляло 2006 человек. По оценке 2010 года, население города возросло до приблизительно 3500 человек. Для сравнения, по данным переписи 2001 года, численность населения здесь составляла всего 936 человек.

## Транспорт
Город является конечным пунктом железной дороги Северной Онтарио. Из окружного центра — города Кокран — до Мусони можно добраться на поезде «Polar Bear Express». 
В городе аэропорт; рейсы обслуживает компания «Air Creebec». Площадь аэропорта — 212 га. Также в Мусони есть водный аэродром.
Помимо этого, ледовая дорога соединяет Мусони с Мус-Фактори, а зимник обеспечивает связь с Форт-Олбани.